# Claros

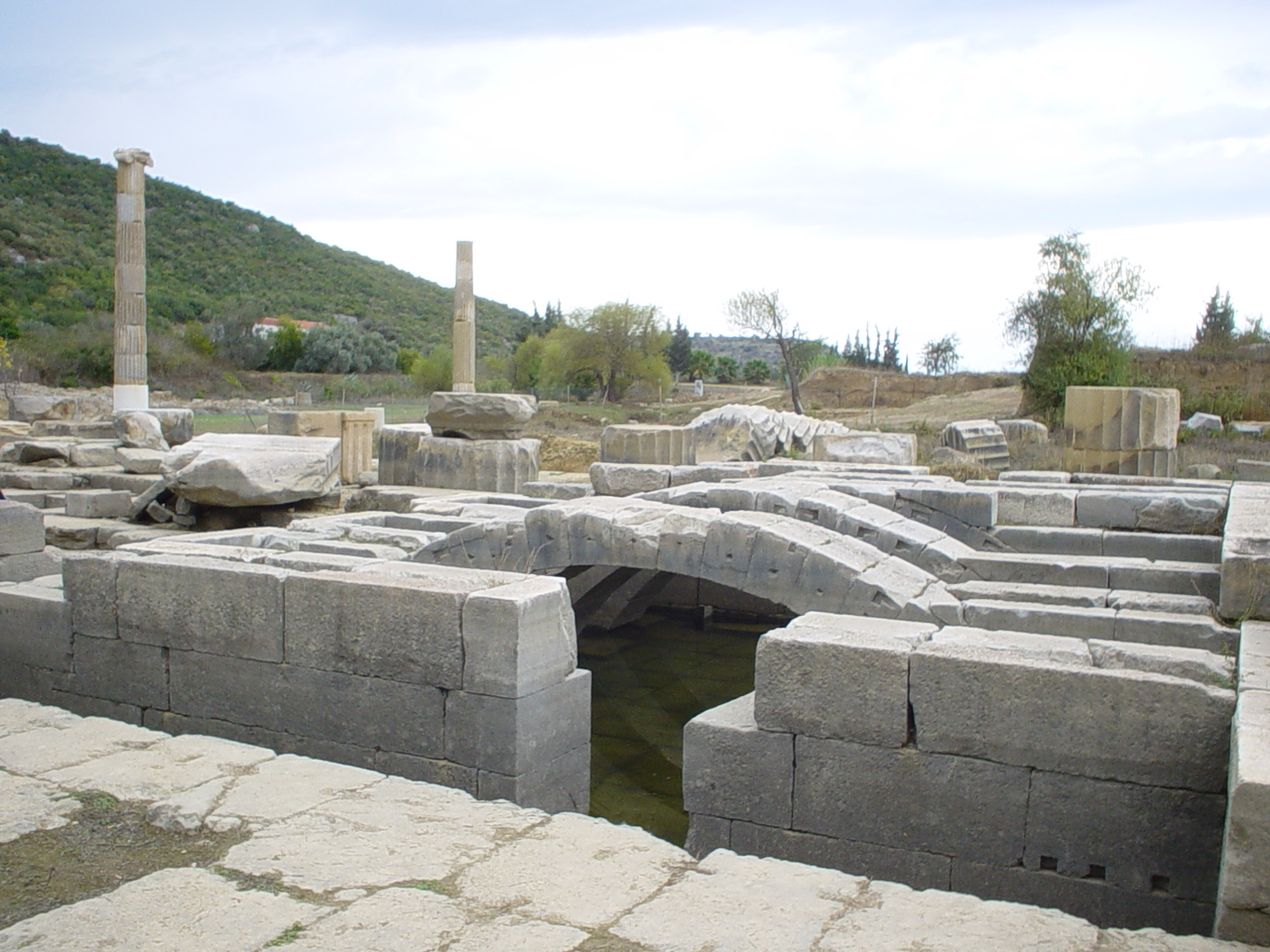
O templo de Apolo em de Claros

Claros (em grego: Κλάρος) foi um santuário importante da antiga Grécia, a sede de um oráculo de Apolo. Foi fundado em torno do século VII a.C., e em tempos anteriores pode ter sido um santuário de Cibele. Sua documentação histórica só aparece no tempo de Alexandre Magno, e os romanos enriqueceram o local com vários outros monumentos.